# Porsche 962
La Porsche 962 è uno Sport Prototipo costruito dalla Porsche per sostituire la 956 e soprattutto per gareggiare nella serie statunitense IMSA categoria GTP e in seguito anche nel Campionato Mondiale Sport Prototipi categoria Gruppo C come la stessa 956. La 962 vanta un invidiabile palmarès di vittorie conseguite in tutto il mondo, le più prestigiose delle quali alla 24 Ore di Le Mans, 24 Ore di Daytona, Campionato Mondiale Sport Prototipi e Campionato IMSA GTP.

## Storia
Quando alla fine del 1981 venne concepita la Porsche 956, era intenzione della casa di Stoccarda sviluppare una vettura in grado di competere sia nel mondiale prototipi, sia nel campionato americano IMSA, (categoria GTP). Tuttavia i regolamenti di quest'ultimo furono nel frattempo modificati e la 956 risultò essere non conforme per dettagli di tipo tecnico come la sovralimentazione biturbo e la posizione della pedaliera.
Porsche sviluppò allora la 962 schierandola a partire dal 1984 in America (esordio alla 24 ore di Daytona, dove ottenne la Pole ma fu costretto al ritiro, guidata da Mario e Michael Andretti) e nel 1985 in Europa ribattezzata come 962C, in versione corrispondente alla normativa del Gruppo C.
Essendo un modello molto diffuso tra le scuderie private, ci sono state anche numerose varianti di carrozzeria e aerodinamica più o meno diversificate dal modello originale. Inoltre quasi tutte le Porsche 956 private vennero convertite tra il 1985 e l'inizio 1986 in 962.

## Tecnica
Esistevano due versioni di vettura, che sostituendo il motore e altri dettagli, potevano essere convertite una nell'altra. La "962" per il campionato IMSA e la "962C" per il gruppo C.
Rispetto alla 956, il telaio in alluminio era stato allungato, avanzando le ruote anteriori di 12 cm per permettere di mantenere la pedaliera dietro l'asse delle ruote, come da regolamento IMSA. Il passo di conseguenza era aumentato di 12 cm, pur mantenendo invariata la lunghezza della vettura. Il telaio fu poi oggetto di molto lavoro da parte dei vari team, a causa della sua scarsa rigidità torsionale. Ne furono realizzate molte varianti, sostanzialmente intercambiabili con quello originale, ma realizzati in honeycomb di alluminio o kevlar e fibra di carbonio, ad opera di varie case. Era inoltre stato adottato il rollbar in acciaio (anziché in alluminio), come da nuovo regolamento.
Del motore esistevano due versioni. Le 962 per l'IMSA utilizzavano inizialmente una nuova versione del motore boxer sei cilindri di 3,2 litri di cilindrata con una potenza di circa 700 CV e sovralimentato mediante un singolo turbocompressore KKK K36, in quanto all'epoca le regole IMSA non permettevano il biturbo. In seguito i regolamenti vennero modificati e diverse evoluzioni di motore, anche con cilindrate inferiori o con doppio turbo equipaggiarono le 962.
Quelle per il Gruppo C utilizzavano invece lo stesso motore di 2.649 cm³ già montato in precedenza sulle Porsche 956 con sovralimentazione a doppia turbina, poi evoluto di anno in anno fino alla cilindrata finale di 2.998 cm³. Nella sua evoluzione finale il propulsore della 962C giunse, in assetto da qualifica, a circa 850 CV.
Anche la carrozzeria e l'aerodinamica della 962 furono modificate dai vari team privati nel corso delle stagioni; ci sono Porsche 962 con diverse conformazioni di muso e coda, carenature delle ruote, prese d'aria diverse e alettoni differenti. Alcuni costruttori realizzarono anche telai più moderni a nido d'ape in alluminio o in fibra di carbonio e kevlar, come il team Kremer con la CK6.
La Porsche abbandonò le competizioni con la squadra ufficiale nel 1988, ma i privati continuarono, cercando di contrastare il crescente dominio di Jaguar e Mercedes-Benz nel Campionato Mondiale Sport Prototipi e di Nissan nel campionato IMSA.
Nel 1991 una 962 C Joest Racing vinse la 24 Ore di Daytona, dando 18 giri alla seconda; fu l'ultimo successo per l'automobile simbolo delle Gruppo C.

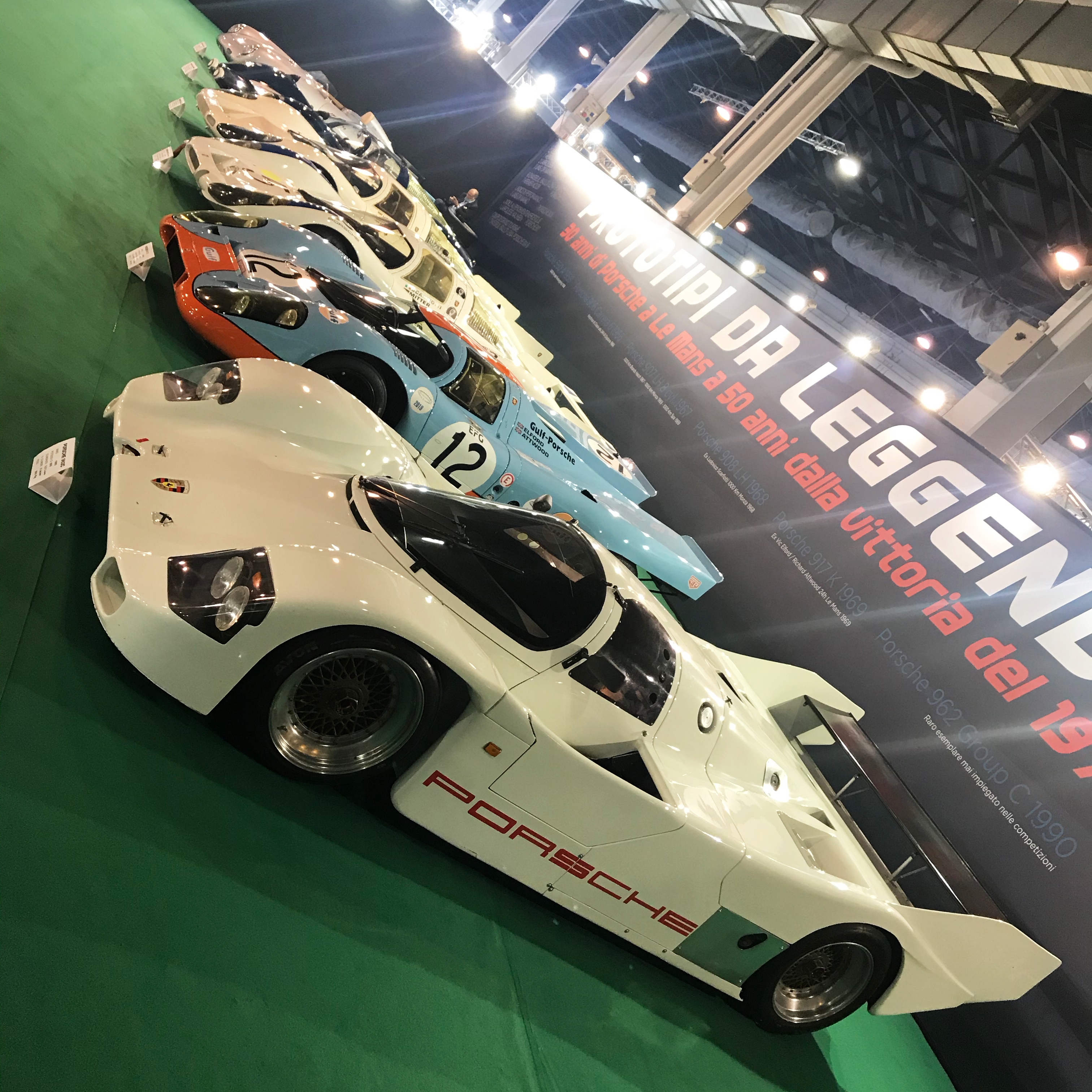
Porsche 962C (in primo piano) presso il salone Auto e Moto D'Epoca 2020, Padova

## Vetture derivate
Due vetture derivate dalla Porsche 962 hanno negli anni ‘90 ottenuto risultati: La Kremer K8, in versione "barchetta" (a carrozzeria aperta) vinse la 24 ore di Daytona 1995 e la TWR-Porsche WSC-95, meccanica della 962 su  telaio Jaguar XJR-14, vinse la 24 ore di Le Mans nel 1996 e nel 1997.

## Risultati sportivi
La Porsche 962 ha avuto una carriera ricca di successi:
- Campionato mondiale sportprototipi nel 1985 e 1986.
- 24 Ore di Le Mans nel 1986, 1987 e 1994.
- Campionato IMSA GTP nel 1985, 1986, 1987 e 1988.
- 24 Ore di Daytona nel 1985, 1986, 1987, 1989 e 1991.
- 12 Ore di Sebring nel 1985, 1986, 1987 e 1988.

## Versioni stradali
La 962 è stata oggetto anche di adattamenti e modifiche ad opera di piccoli costruttori, per renderla omologabile all'uso stradale; partendo da elementi tipici della vettura da corsa come telaio e motore, sono stati creati prototipi stradali quali: la Koenig C62, la Schuppan 962 CR e la Dauer 962 Le Mans che vinse la 24 Ore di Le Mans 1994, pur nella categoria Gran Turismo. Era una Gruppo C mascherata da GT, che la Porsche iscrisse alla gara sfruttando una piega del regolamento, che permetteva l'uso di vetture costruite ed omologate in serie limitata anche ad un solo esemplare.
Tale versione, con aggiornamenti legislativi e tecnici (ABS, catalizzatori, apertura automatica di porte e cofano) è ancora in produzione su richiesta.